# 肺胞気式
肺胞気式 (alveolar gas equation)とは、肺胞の酸素の分圧（PAO2）を計算する方法である。この式は、肺が適切に酸素を血液に取り込んでいるかどうかを評価する際に用いられる。
肺胞における酸素の分圧（pO2）は，酸素の肺胞-動脈間勾配と、右左シャント量を計算するのに必要であり，これらはいずれも臨床的に有用な量である．しかし，酸素分圧を直接測定するために，肺胞からガスを採取することは現実的ではない。肺胞気式は、実際に測定可能なデータから酸素の肺胞分圧を計算することができる。この方程式は1946年に初めて特徴づけられた。

## 前提
この式は、以下の前提に基づいている。
- 吸入ガス中の二酸化炭素（CO2）は限りなく少ない。
- 吸入ガス中の窒素（および酸素以外の他のガス）は、血液中の溶存状態と平衡である。
- 吸入ガスと肺胞ガスは理想気体の法則に従う。
- 肺胞ガス中の二酸化炭素(CO2)は動脈血と平衡であり、肺胞と動脈の分圧は等しい。
- 肺胞ガスは水で飽和している。

## 肺胞気式
{\displaystyle p_{A}{\ce {O2}}=F_{I}{\ce {O2}}(P_{{\ce {ATM}}}-p{\ce {H2O}})-{\frac {p_{a}{\ce {CO2}}(1-F_{I}{\ce {O2}}(1-{\ce {RER}}))}{{\ce {RER}}}}}
もし {\displaystyle F_{I}{\ce {O2}}} が少ない, より詳細には、 {\displaystyle F_{I}{\ce {O2}}(1-{\ce {RER}})\ll 1} である場合には、上式は以下のように簡略化される:
{\displaystyle p_{A}{\ce {O2}}\approx F_{I}{\ce {O2}}(P_{{\ce {ATM}}}-p{\ce {H2O}})-{\frac {p_{a}{\ce {CO2}}}{{\ce {RER}}}}}
ここで、
| 量                               | 説明 | 典型値              |
| -------------------------------- | --- | ------------------- |
| {\displaystyle p_{A}{\ce {O2}}}  | 肺胞気酸素分圧 (Alveolar partial pressure of oxygen): 肺胞内の酸素分圧 , {\displaystyle p{\ce {O2}}}とも書く                              | 107 mmHg (14.2 kPa) |
| {\displaystyle F_{I}{\ce {O2}}}  | 吸入気酸素濃度(The Fraction of Inspired gas that is oxygen):吸入気中のうち、酸素が占める濃度（モル分率）                                  | 0.21 mol/mol        |
| PATM                             | 大気圧(The prevailing ATMospheric pressure)                                                                                               | 760 mmHg (101 kPa)  |
| {\displaystyle p{\ce {H2O}}}     | 温度が体温であるときの、大気圧下での水の飽和蒸気圧。                                                                                      | 47 mmHg (6.25 kPa)  |
| {\displaystyle p_{a}{\ce {CO2}}} | 動脈血二酸化炭素分圧(The arterial partial pressure of carbon dioxide)： 動脈血中の二酸化炭素分圧 ,{\displaystyle p{\ce {CO2}}} とも書く。 | 40 mmHg (5.33 kPa)  |
| RER                              | 呼吸商 | 0.8                 |

典型値は37℃の海抜ゼロメートルを想定して与えられたものである。もし{\displaystyle F_{i}{\ce {O2}}}を２倍にしたら、 {\displaystyle P_{i}{\ce {O2}}}も又２倍になる。
肺胞の空気を計算する他の形態の式も存在する。例えば、

{\displaystyle {\begin{aligned}P_{A}{\ce {O2}}&=F_{I}{\ce {O2}}\left(PB-P{\ce {H2O}}\right)-P_{A}C{\ce {O2}}\left(F_{I}{\ce {O2}}+{\frac {1-F_{I}{\ce {O2}}}{R}}\right)\\&=P_{I}{\ce {O2}}-P_{A}C{\ce {O2}}\left(F_{I}{\ce {O2}}+{\frac {1-F_{I}{\ce {O2}}}{R}}\right)\\&=P_{I}{\ce {O2}}-{\frac {V_{T}}{V_{T}-V_{D}}}\left(P_{I}{\ce {O2}}-P_{E}{\ce {O2}}\right)\\&={\frac {P_{E}{\ce {O2}}-P_{I}{\ce {O2}}\left({\frac {V_{D}}{V_{T}}}\right)}{1-{\frac {V_{D}}{V_{T}}}}}\end{aligned}}}

### 簡略化版の式
{\displaystyle P_{A}{\ce {O2}}={\frac {P_{E}{\ce {O2}}-P_{i}{\ce {O2}}{\frac {V_{D}}{V_{T}}}}{1-{\frac {V_{D}}{V_{T}}}}}}
ここで、PAO2, PEO2, および PiO2 は、それぞれ、肺胞気酸素分圧、呼出気中の酸素分圧、吸入気酸素分圧を表し、VD/VT は、死腔 (dead space)の体積と、１回換気量(tidal volume)の比である

### 呼吸商(R)
{\displaystyle R={\frac {P_{E}{\ce {CO2}}(1-F_{I}{\ce {O2}})}{P_{i}{\ce {O2}}-P_{E}{\ce {O2}}-(P_{E}{\ce {CO2}}*F_{i}{\ce {O2}})}}}

### 死腔の体積と、１回換気量の比 (VD/VT)
{\displaystyle {\frac {V_{D}}{V_{T}}}={\frac {P_{a}{\ce {CO2}}-P_{E}{\ce {CO2}}}{P_{a}{\ce {CO2}}}}}

## 関連図書
竹内護「麻酔に必要な解剖・生理」『実践　臨床麻酔マニュアル』（PDF）中外医学社、2013年6月。ISBN 978-4-498-05518-6。